# 오피스토테우티스 캘리포니아나

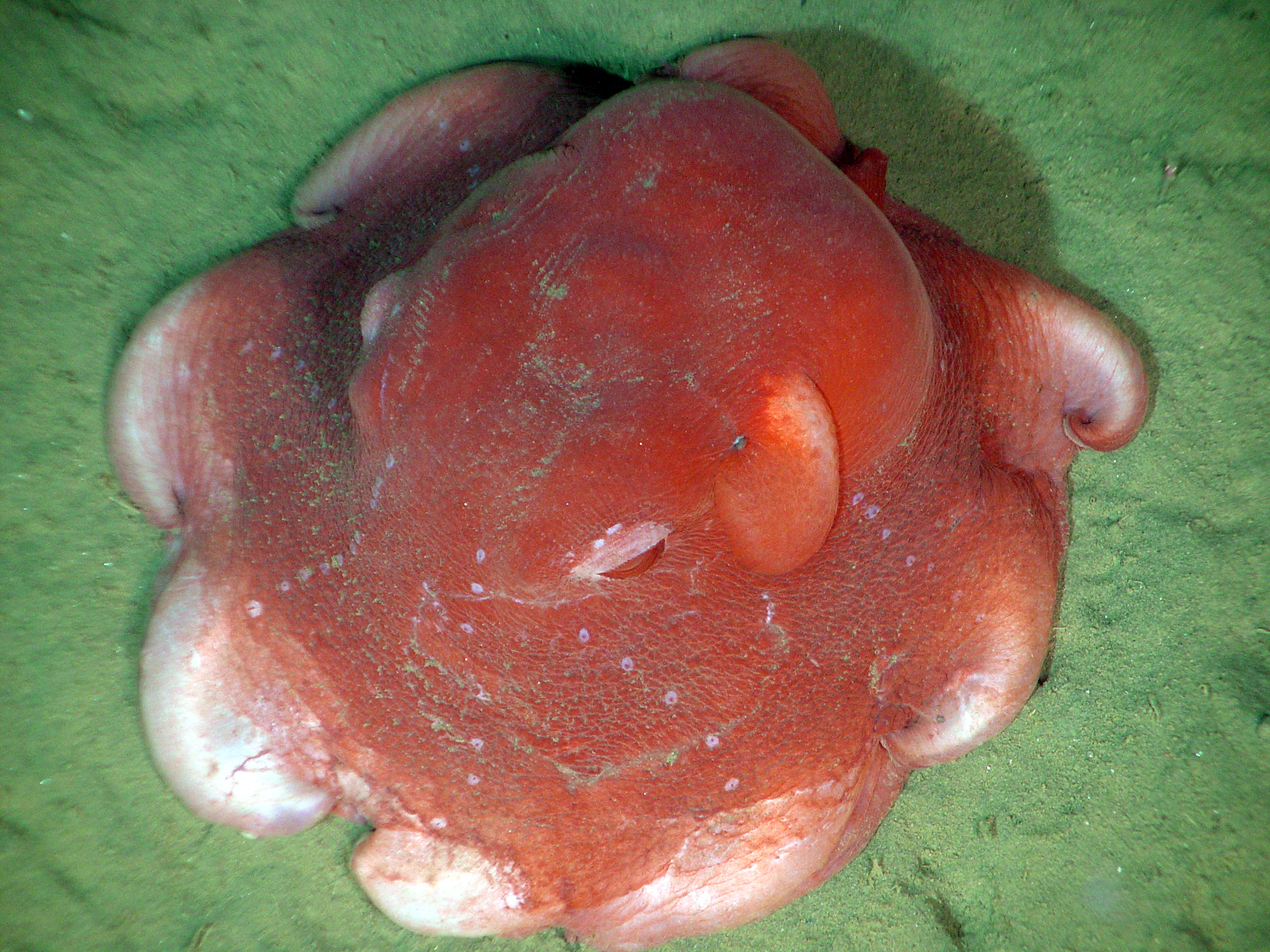

오피스토테우티스 캘리포니아나(Opisthoteuthis californiana)는 문어목 우무문어과에 속한 문어이다. "플랩잭문어(flapjack octopus)'와 아도라빌리스(adorabilis)로 알려져 있다.

## 묘사
오피스토테우티스 캘리포니아나는 보통 분홍색으로 보이며, 일부 오징어 종에서 발견되는 것과 유사하게 눈 위에 지느러미를 가지고 있다. 그들의 최대 크기는 20cm이다. 오피스토테우티스 캘리포니아나는 다른 문어들처럼 여덟 개의 팔을 가지고 있지만, 우산 모양으로 함께 붙어 있다. 오피스토테우티스 캘리포니아나는 희미한 불빛의 물 속을 이동할 때 낙하산 모양으로 퍼지는 젤라틴 모양의 몸을 가지고 있다. 오피스토테우티스 캘리포니아나는 지느러미를 움직이거나, 물갈퀴가 달린 팔들을 움직이거나 , 추진을 위하여 깔때기를 통해 물을 밀어 넣거나, 아니면 세가지를 모두 동시에 이용하여 헤엄친다.

## 분포
캘리포니아는 태평양 북부와 북동부에 분포하며, 서쪽으로는 혼슈 중부와 오호츠크해에 걸쳐 있으며, 가장 북쪽으로는 베링해에 있으며, 동쪽북아메리카 서부 해안을 따라 캘리포니아 유레카 바까지 분포한다(유형 지역, 수심 350m). 종의 깊이는 일반적으로 124에서 823m에 이르지만, 최근의 기록에 의하면 1500m까지 서식할 수 있다.

## 번식
다른 문어들과 마찬가지로 오피스토테우티스 캘리포니아나는 암컷이 수명이 끝날 때쯤 대량의 알이 아니라 몇년에 걸쳐 한 번에 한 두 개의 큰 알을 낳는 연속적인 산란을 한다. 이 알들은 incirrate문어의 알과는 달리 단단한 겉껍질을 가지고 있으며 어미에 의하여 보호받지 못하고, 부화한 새끼문어들은 직접적인 성장을 하며, 강직증일 가능성이 높다.
성체의 오피스토테우티스 캘리포니아나 암컷은 난소에 약 1400개-2380개의 알을 품고 있으며, 각각의 알은 11mm길이이다. 오피스토테우티스 캘리포니아나의 알 부화 환경은 4°C이다.
오피스토테우티스 캘리포니아나의 짝짓기는 관찰된 적이 없다. 수컷은 전형적인 문어의 hectocotylus가 없는 대신 짝짓기나 경쟁에서의 활용하는 빨판을 가지고 있다. 수컷은 계절에 따라 이동하며, 여름에는 얕은 물에서 발견된다.

## 분류
오피스토테우티스 캘리포니아나는 우무문어속에 속하는 14종 중 하나이며, 이 종들은 플랩잭데블피쉬로도 알려져있다. 오피스토테우티스 캘리포니아나는 형태학적으로 Opisthoteuthis albatrossi와 매우 유사하며, 같은 종일 수도 있다. 만약 이 두종이 일치하는 종이라면 오피스토테우티스 캘리포니아나와 Opisthoteuthis albatrossi는 동의어가 될 것이다. (후자가 1920년에 처음 기술되었고, 전자는 1949년에 기술되었다.) 이 종은 오피스토테우티스 캘리포니아나의 분포와 겹치면서 북동 태평양에서 발견될 수도 있다. 이 종은 여전히 기술되고 있지만, 언론에서 Opisthoteuthis albatrossi라는 이름이 주어졌다. (발표된 내용이 없기 때문에 아직 유효한 과학적 이항명은 아니다.)

## 식성
오피스토테우티스 캘리포니아나는 요각류, 등각류, 균류, 그리고 작은새우(크랑고니드, 히폴리티드)를 포함한 작은 강직성/발육성 갑각류를 포함하고 있는 것으로 밝혀졌다. 한 오피스토테우티스 캘리포니아나의 관찰에 따르면, 넓은 팔은 작은 갑각류를 잡는 데 사용될 수 있으며, 빨판들은 작은 먹이들은 입쪽으로 이동시키는 역할이다. (심층수 문어에 비하여 상당히 낮은 에너지 소모)

## 미디어
《니모를 찾아서》 속에서 니모의 반 친구 중 한 명인 '펄'(Pearl)은 플랩잭 문어이다. '플랩잭문어 레니'는 어린이 책 플랩잭 문어의 모험에서의 주인공이다. 플랩잭 문어는 《해저를 따라 ABZU》에도 나타난다.

## 최근연구
현재, 몬테레이 캐년에서는 오피스토테우티스 캘리포니아나와 유사한 몇몇 설명되지 않은 오피스토테우티스 캘리포니아나(미디어에서 비공식적으로 Opisthoteuthis 'adorabilis'라는 이름이 부여됨)표본과 함께 몬테레이만 수족관 연구소의 과학자들과 함께 연구가 진행되고 있다. 심해 환경을 모방하는 어려움 때문에, 포획된 문어 중 일부는 몇 달밖에 살지 못했지만, 문어에서 나온 알들 중 일부는 1년동안(2015년 기준) 부화하고 있고 아직 부화할 가능성이 있다.

## 참고 문헌
1. Lyons, G.; Allcock, L. (2014). "Opisthoteuthis californiana". IUCN Red List of Threatened Species. 2014: e.T163065A968048. doi:10.2305/IUCN.UK.2014-3.RLTS.T163065A968048.en. 2021년 11월 18일에 확인함.
2. 필립 부셰 (2018). "Opisthoteuthis californiana Berry, 1949". 해양 종의 세계 등록. 플랑드르 해양연구소 2018년 2월 7일에 확인함.
3. "Steller Sea Lion and Northern Fur Seal Research: Environmental Impact Statement". 2017년 11월 22일 . 2017년 11월 22일 google 도서를 통해 확인함.
4. 콘레드 케이틀린 (2015-07-17). "'Adorabilis' octopus on display at Monterey Bay Aquarium". KSBW. 2020-11-05에 확인함
5. Jorgensen, Elaina (2009). 동부 북태평양과 베링해의 오징어와 문어에 대한 현장 안내. 알래스카 주 페어뱅크스 알래스카 시 그랜트 컬리지. 69–70쪽. ISBN 978-1-56612-139-2.
6. Dodrill, Tara (2015년 6월 16일). "Flapjack Octopus". Inquisitr.com. 2016년 6월 28일에 확인함.
7. "Flapjack Octopus 보관됨 2016-11-04 - 웨이백 머신".몬트레이 베이 수족관 연구소. 2015년 11월 20일에 확인함.
8. "Opisthoteuthis californiana". Tolweb.org. 2017년 11월 22일에 확인함.
9. 페레이라, 월터 (1965). "New records and observations on the flapjack devilfish, Opisthoteuthis californiana Berry". Pacific Science. 19 (4): 427–441. hdl:10125/7301.
10. 콜린스, 마틴; 빌라누에바, 로저 (2006). "Taxonomy, ecology and behaviour of the cirrate octopods" 보관됨 2018-10-28 - 웨이백 머신. 해양학 및 해양 생물학: 연간 검토. 44: 277–322. doi:10.1201/9781420006391.ch6. ISBN 978-0-8493-7044-1.
11. Laptikhovsky, V.V. (1999). "베링해 북서부에서 온 세 종의 문어류의 번식력과 번식 전략". 러시아 해양 생물학 저널. 25 (4): 342–346.
12. Pereyra, Walter T. "New Records and Observations on the Flapjack Devilfish, Opisthoteuthis californiana Berry". 학술 공간, 하와이 대학교 출판부. 2023년 3월 17일에 확인함.
13. 램프렐l, K. L.; Scheltema, A. M.; Healy, J. M. (22 November 2017). Mollusca: Aplacophora, Polyplacophora, Scaphopoda, Cephalopoda. 시로 퍼블리싱. ISBN 9780643067073. =Google 도서를 통해 2017년 11월 22일에 확인함
14. "Opisthoteuthis albatrossi". tolweb.org. 2022년 7월 6일에 확인함.
15. 하몬, 캐서린. "Unusual Octopods: A Flapjack Devilfish Octopus [Video]". Scientific American 블로그 네트워크. 2020년 2월 24일에 확인함.
16. 왓슨, 찰스 ; 톰슨, 웬디 루이스 (2020). The Adventures of a Flapjack Octopus. New York: Austin Macauley. ISBN 9781528984089.
17. "Monterey Bay Aquarium Explores the Amazing World of ABZÛ with Creative Director Matt Nava!". 유튜브
18. "Pac-Man ghost octopus could be named Opisthoteuthis adorabilis". www.cbsnews.com. 2023년 3월 18일에 확인함.